# Kreisgericht (Baltikum)
Die Kreisgerichte im früheren Baltikum, zu dem Estland, Kurland und Livland mit Ösel gehörten, waren von 1632 bis 1918 die Nachfolger der Bauern- und Gemeindegerichte. Nach der zwischen 1816 und 1891 erfolgten Bauernbefreiung wurde das Bauerngericht durch das Gemeindegericht ersetzt. Dadurch entstanden folgende Instanzwege: In Livland vom Gemeindegericht zum Kirchspielgericht und dann zum Kreisgericht; in Kurland vom Gemeindegericht zum Kreisgericht; in Estland vom Kirchspielgericht zum Kreisgericht.

## Geschichte
Im Jahre 1632 wurde durch den schwedischen König Gustav II. Adolf (1594–1632) in Schweden und seinen baltischen Provinzen eine Justizreform eingeleitet. Die Jurisdiktion der Gutsherren über ihren Bauernstand wurde damit aufgehoben. Die neu geschaffenen Gerichte der ersten Instanz, an denen auch die Bauern Klage gegen die Gutsherren erheben konnten, waren in Livland vier Kreisgerichte und in Estland drei Manngerichte, die nach den allgemeingültigen Gesetzen Recht sprachen. Die Mitglieder dieser Gerichte wurden von der Regierung aus dem lokalen Adel ernannt.

## Kreisgerichte in Estland
Estland war ab 1561 unter schwedischer Herrschaft und ab 1710 unter russischer Herrschaft. Mit dem Frieden von Nystad 1721 wurde es zu größten Teilen dem Kaiserreich Russland, unter dem Zaren Peter der Große (1672–1725), zugeteilt. Den Esten wurden die Privilegien, die sie unter der schwedischen Krone besessen hatten, weiterhin zuerkannt. Die Livländische Ritterschaft hatte die Kapitulation bestätigt, auf dessen Grundlage das Staatsrecht Estlands von 1721 bis 1918 existierte. Zu den Landesbehörden Estlands gehörten die Landesgerichte, von denen in jedem Kreis ein Gericht, drei Manngerichte, das Landwaisengericht und ein Oberlandgericht. Das Oberlandgericht bestand aus dem Landratskollegium. Die Mitglieder der Kreisgerichte, der Manngerichte und des Landwaisengerichts wurden auf sechs Jahre, die des Landratskollegium auf Lebenszeit gewählt. Das Kreisgericht wurde von einem Kreisrichter, geleitet, ihm zur Seite standen zwei Assessoren. Sie wurden auf dem Landtag für eine dreijährige Amtszeit gewählt. Dazu kamen zwei Beisitzer, die aus den Kirchspielgerichten ebenfalls für drei Jahre gewählt wurden. Das Kreisgericht war die erste Instanz für Klagen gegen alle nicht steuerpflichtigen Personen. In allen Beschwerde- und Appellationssachen von Kirchspielgerichten war es die zweite Instanz. Zu seiner weiteren Gerichtsbarkeit zählte die Verurteilung bei Amtsvergehen, die bis zur Strafe der Amtsenthebung. Das Kreisgericht war auch Obervormundschaftsbehörde für Bauern und Bestätigungsamt für den Erwerb bäuerlicher Grundstücke.

## Kreisgerichte in Kurland
Im Gegensatz zu Estland und Livland, die 1721 in russischen Besitz kamen, blieb Kurland bis 1795 unter polnischer Lehensherrschaft.  Es war der kurländische Landtag, der die Ablösung von Polen beschloss und sich 1795 dem russischen Reich unterstellte. Somit wurde Kurland eine russische Provinz, deren Verfassung von 1768 bestätigt und fortgeführt wurde.
Als Landesbehörden des Herzogtums Kurland und Semgallen bestanden in jedem der fünf Kreise ein Oberhauptmannsgericht und das Oberhofgericht. Die Kreisgerichte in Kurland waren mit den Hauptmannsgerichten identisch. Die Mitglieder der Kreisgerichte und des Oberhofgerichts wurden, wie die anderen Richter in Kurland auch, auf Lebenszeit gewählt. Dabei fand folgendes Verfahren statt: Zunächst wurden nur die Beisitzer der Hauptmanns- und Oberhauptmannsgerichte. Aus diesen wurden dann die Richter der Hauptmanns- und Oberhauptmannsgerichte gewählt und aus den letzteren wiederum nach dem Lebensalter die Richter in das Oberhofgericht berufen.

## Kreisgerichte in Livland und Ösel
Livland war ebenfalls seit 1710 unter russischer Herrschaft und ging auch mit dem Friedensvertrag von Nystadt an das Kaiserreich Russland. Sie behielten ebenso die Privilegien, die sie unter der schwedischen Herrschaft erhalten hatten. Als Landesbehörden des Herzogtums Livland galten in jedem der fünf Kreise die Landesgerichte und das Hofgericht. Die Mitglieder der Kreisgerichte wurden auf 6 Jahre, die des Hofgerichts auf Lebenszeit gewählt. Im Wesentlichen war es genauso wie in Estland gegliedert und hatte auch die gleichen Aufgaben in der Rechtsprechung. Beschwerden über Beschlüsse der Gemeindeversammlungen und -Ausschüsse gingen an das Kirchspielgericht und von da an das Kreisgericht. In Livland galten für die Insel Ösel Sonderbestimmungen, so hatte Ösel seine eigene Ritterschaft und einen selbständigen Landtag, der in Arensburg residierte. Das Kreisgericht Ösel war strukturell, personell und Aufgaben bezogen, dem der livländischen Kreisgerichte gleich.